# Gare de Lothiers
La gare de Lothiers est une gare ferroviaire française, de la ligne des Aubrais - Orléans à Montauban-Ville-Bourbon, située sur le territoire de la commune de Tendu, au lieu-dit Lothiers-Gare, dans le département de l'Indre, en région Centre-Val de Loire.
C'est une halte voyageurs de la Société nationale des chemins de fer français (SNCF) desservie par les trains du réseau TER Centre-Val de Loire.

## Situation ferroviaire
Établie à 149 mètres d'altitude, la gare de Lothiers est située au point kilométrique (PK) 281,221 de la ligne des Aubrais - Orléans à Montauban-Ville-Bourbon, entre les gares de Luant et de Chabenet. La gare était située juste à côté du PN no 209 qui a été détruit en 1983.

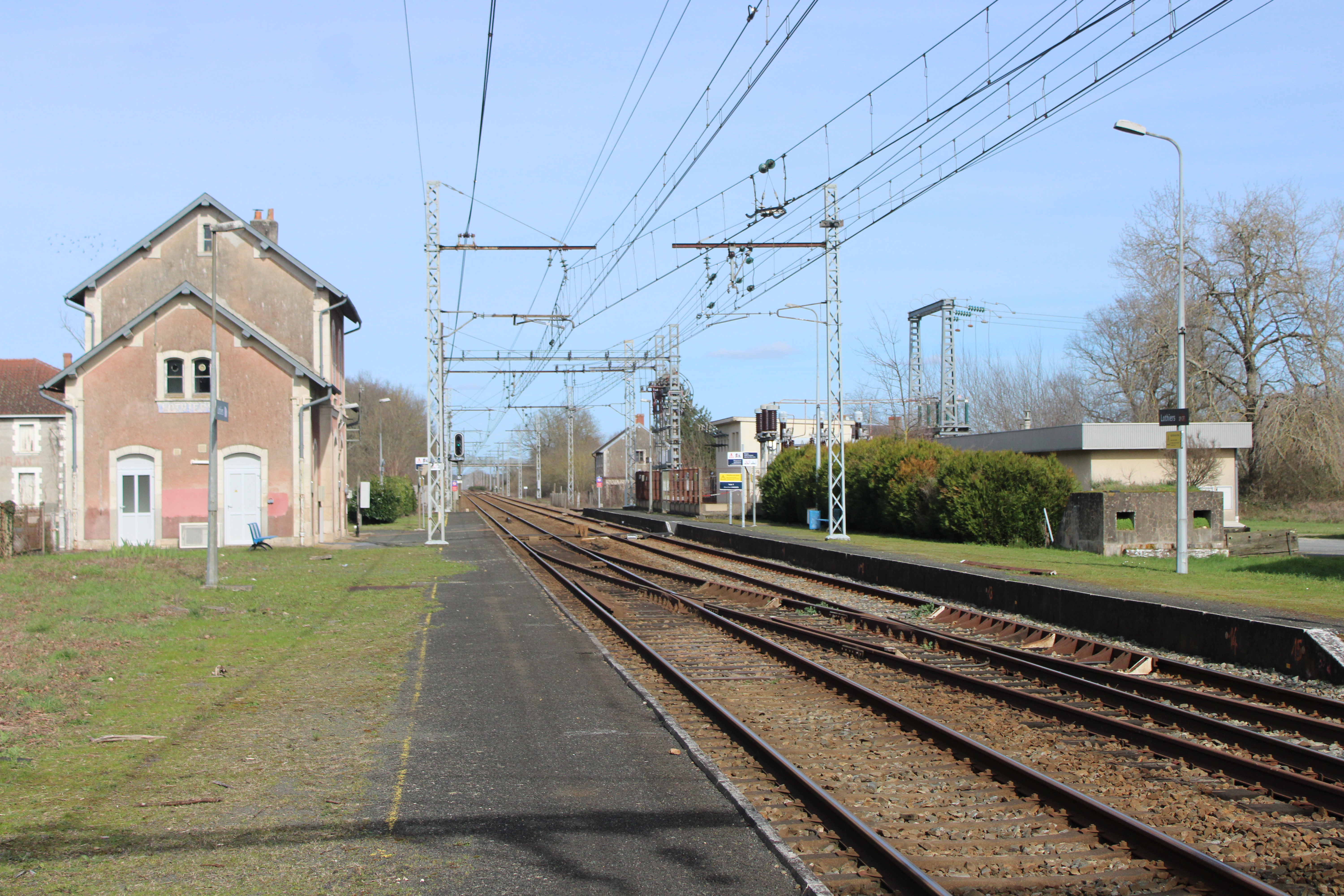
Vue générale de la gare en 2024

## Histoire
À sa mise en service en 1854, la gare de Lothiers ne possédait qu'une seule voie et la voie à ensuite été doublée le 20 juin 1881 en même temps que toute la section de Châteauroux à Argenton-sur-Creuse.
Dès son ouverture elle sera équipée de "boites de secours" qui servaient alors a soigner les malades. Elle était équipée d'éther, de laudanum, d'ammoniaque, de cérat, de sparadrap, de linges, de bandes, d'appareils à fractures et d'instruments pour les grandes opérations. Les gares de Châteauroux, Chabenet et Argenton-sur-Creuse en seront également équipées à cette époque.
Lothiers recevra l'appellation de Lothiers - La Pérouille le 1er avril 1888, cette appellation fut retirée quelque temps plus tard.
En 1888, la recette de la station est de 19 188 francs.
Dans la nuit du 6 au 7 décembre 1918 vers 4 heures du matin, deux trains de soldats de retour de permission sont entrés en collision à 1 800 m de la gare, environ au PK 282.800 aux abords du PN 210, à la suite d'un épais brouillard. Cet accident aura fait 70 morts et 151 blessés.

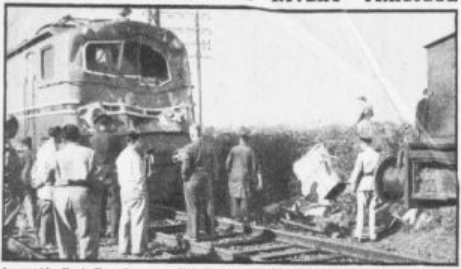
Le train après l'accident le 4 septembre 1952

Le 4 septembre 1952, un grave accident s’est produit au passage à niveau 209, situé à proximité immédiate de la gare de Lothiers. Vers 5 h 30 du matin, le train Barcelone–Paris, circulant à environ 110 km/h, est entré en collision avec un camion de 10 tonnes chargé de fûts vides, alors engagé sur le passage à niveau.
Le train a percuté le poids lourd, provoquant un choc d’une extrême violence. Le camion a été broyé et traîné sur environ 300 mètres, arrachant plusieurs poteaux caténaires. Le choc a causé la mort des deux conducteurs du camion, employés d'une société de Nevers, et a grièvement blessé le conducteur du train ainsi que le chef de train. De nombreux voyageurs ont également été légèrement blessés ou choqués.
L’enquête a révélé que le garde-barrière, un homme de 58 ans, ne s’était pas réveillé pour fermer les barrières. Celui-ci, de santé fragile, effectuait un service de nuit de 12 heures, ce qui laisse penser qu’il s’est assoupi par fatigue.

L'accident a eu pour conséquence une interruption prolongée du trafic ferroviaire sur l’axe Paris–Toulouse, le temps de dégager les voies et de réparer les installations endommagées.

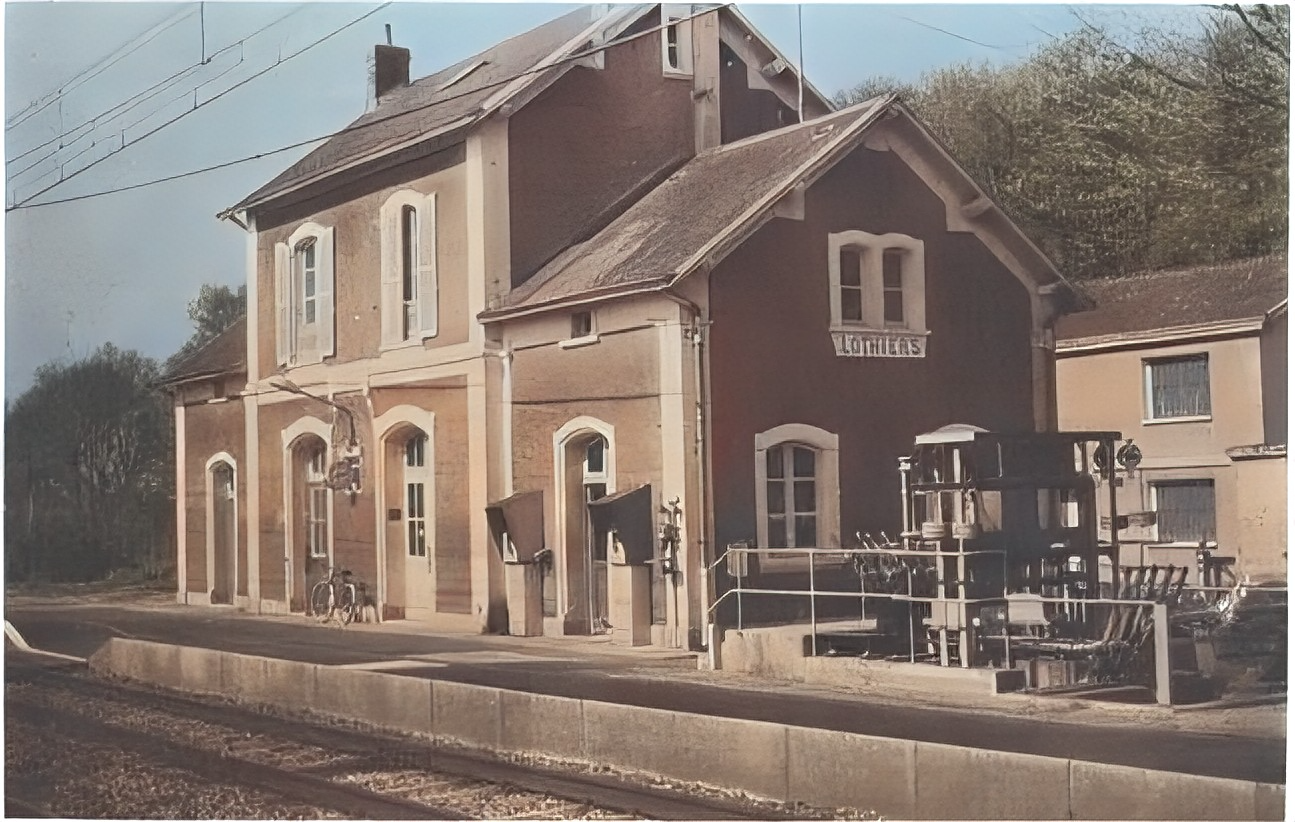
La gare en 1984.

Le bâtiment ferme dans les années 1990 en même temps que celui de la gare de Luant et de la gare de Chabenet.
La gare et le restaurant du quartier ont été vandalisés dans la nuit du 5 au 6 avril 2024, les réparations ont été effectuées le 18 décembre 2024 qui ont consisté en: La réparation des fenêtres des annexes ainsi que la suppression des portes et fenêtres sur le rez-de-chaussée, seule la salle d'attente de la 2de et 3e classe reste accessible par SNCF Réseau uniquement.

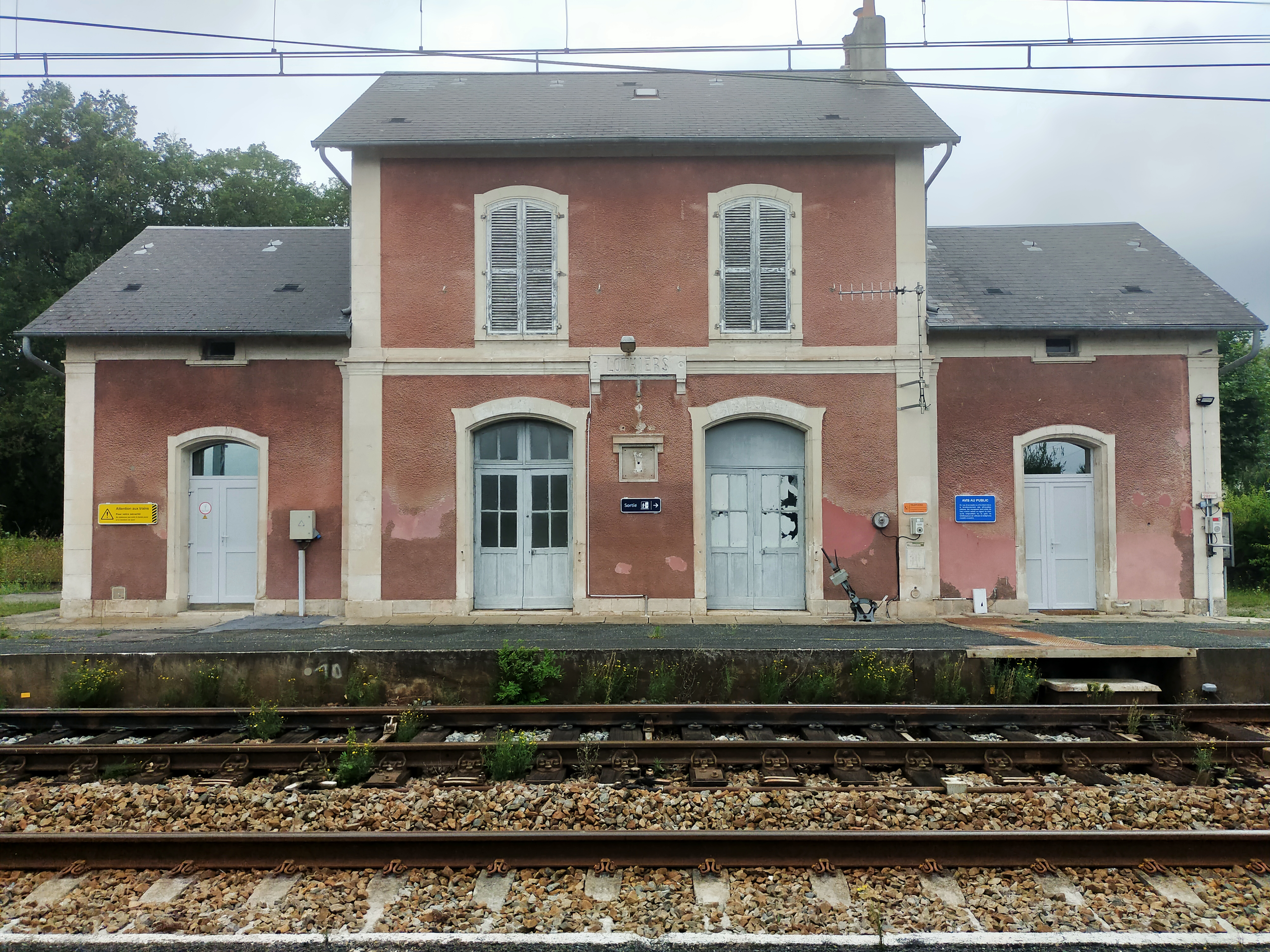
La gare en 2023.
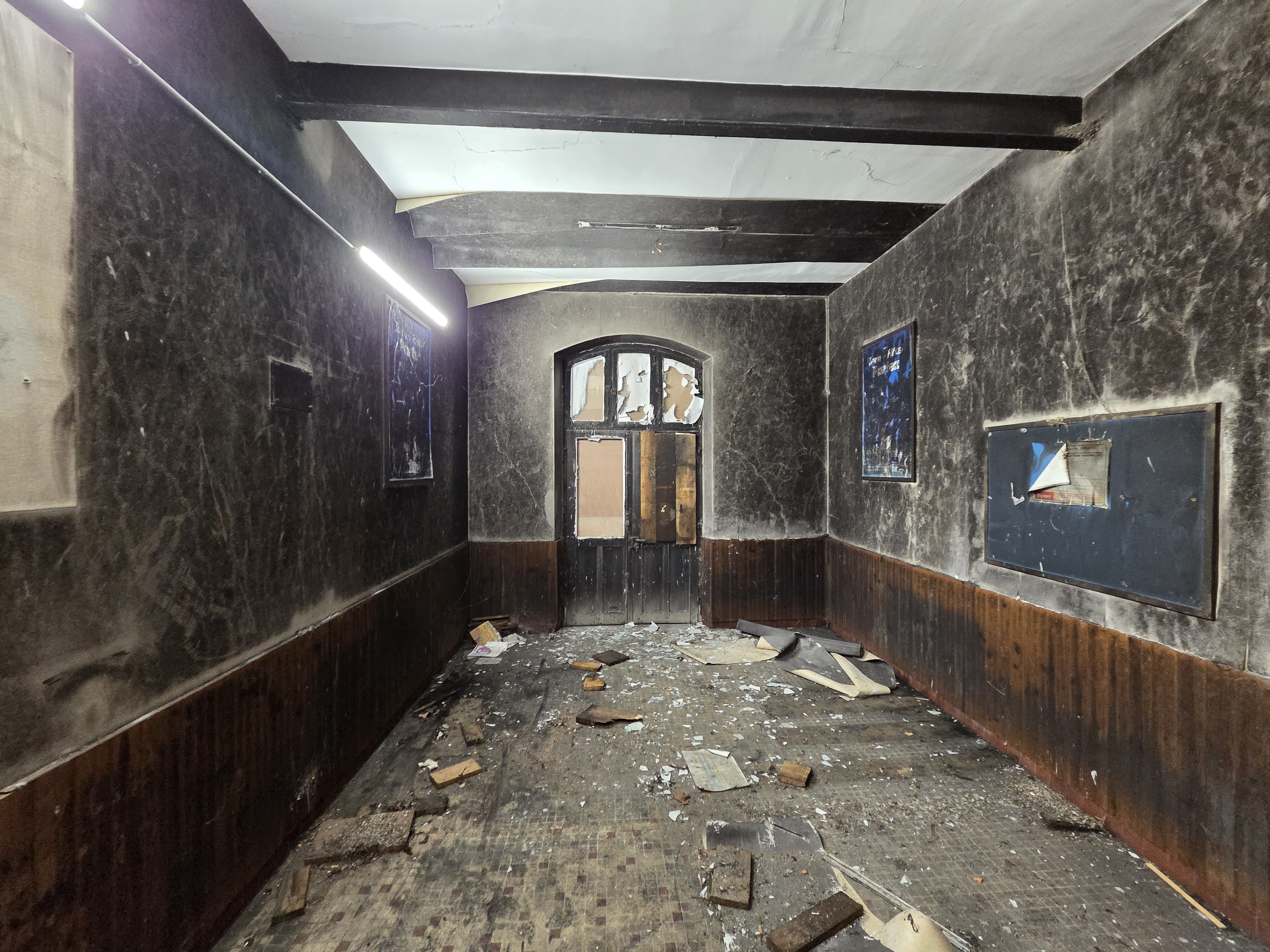
On peut noter la présence de suie partout dans la pièce en 2025
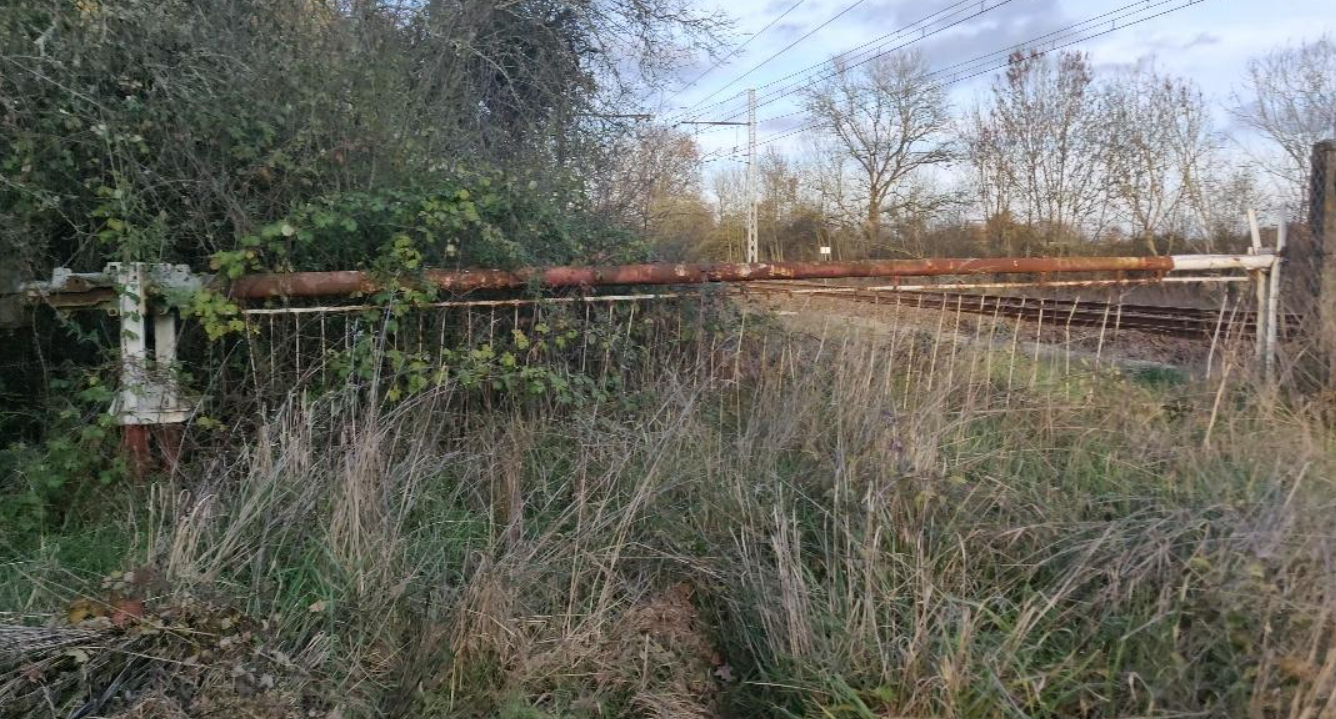
Une barrière manuelle du PN no 209.
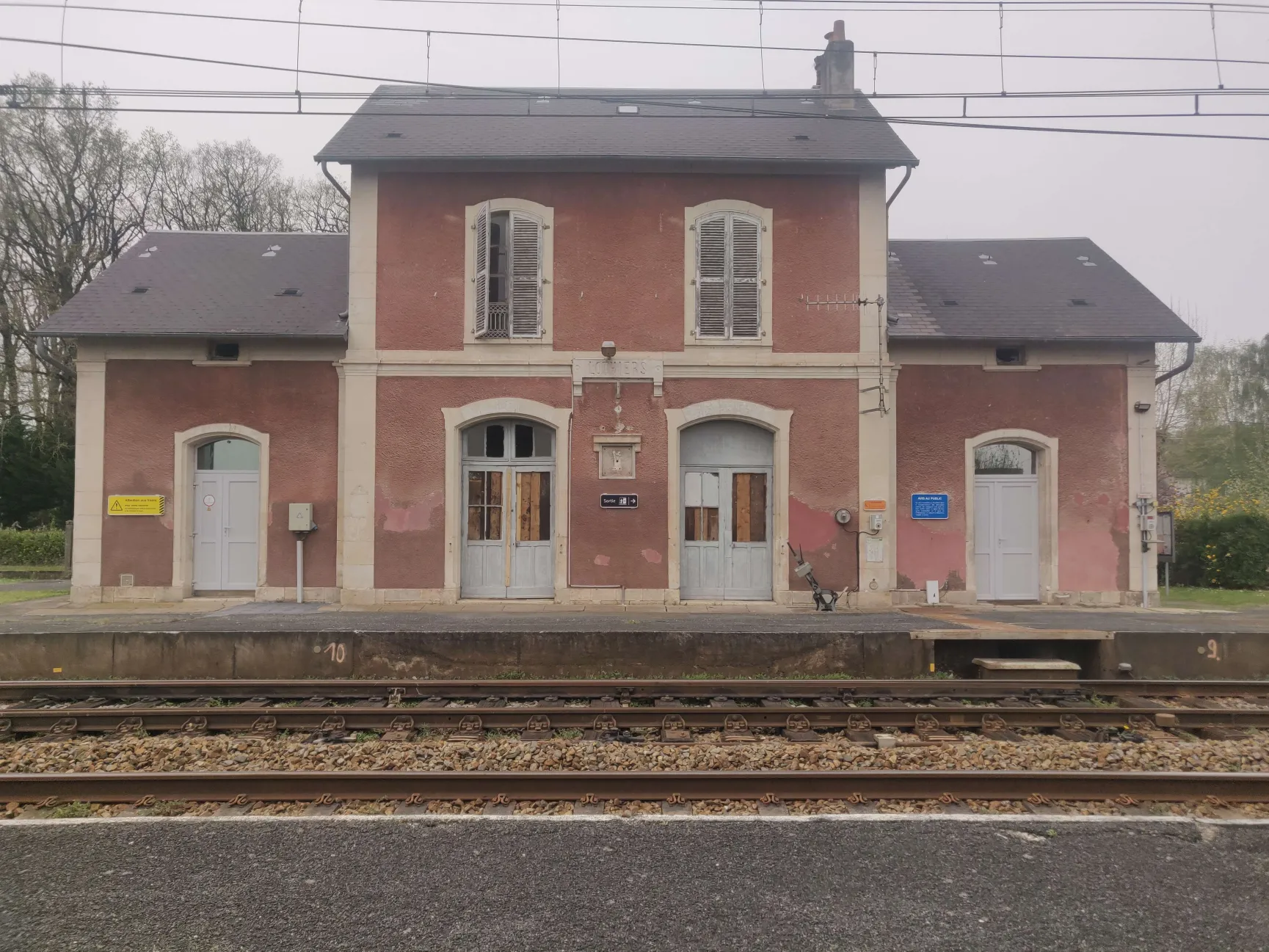
Le bâtiment vandalisé en avril 2024
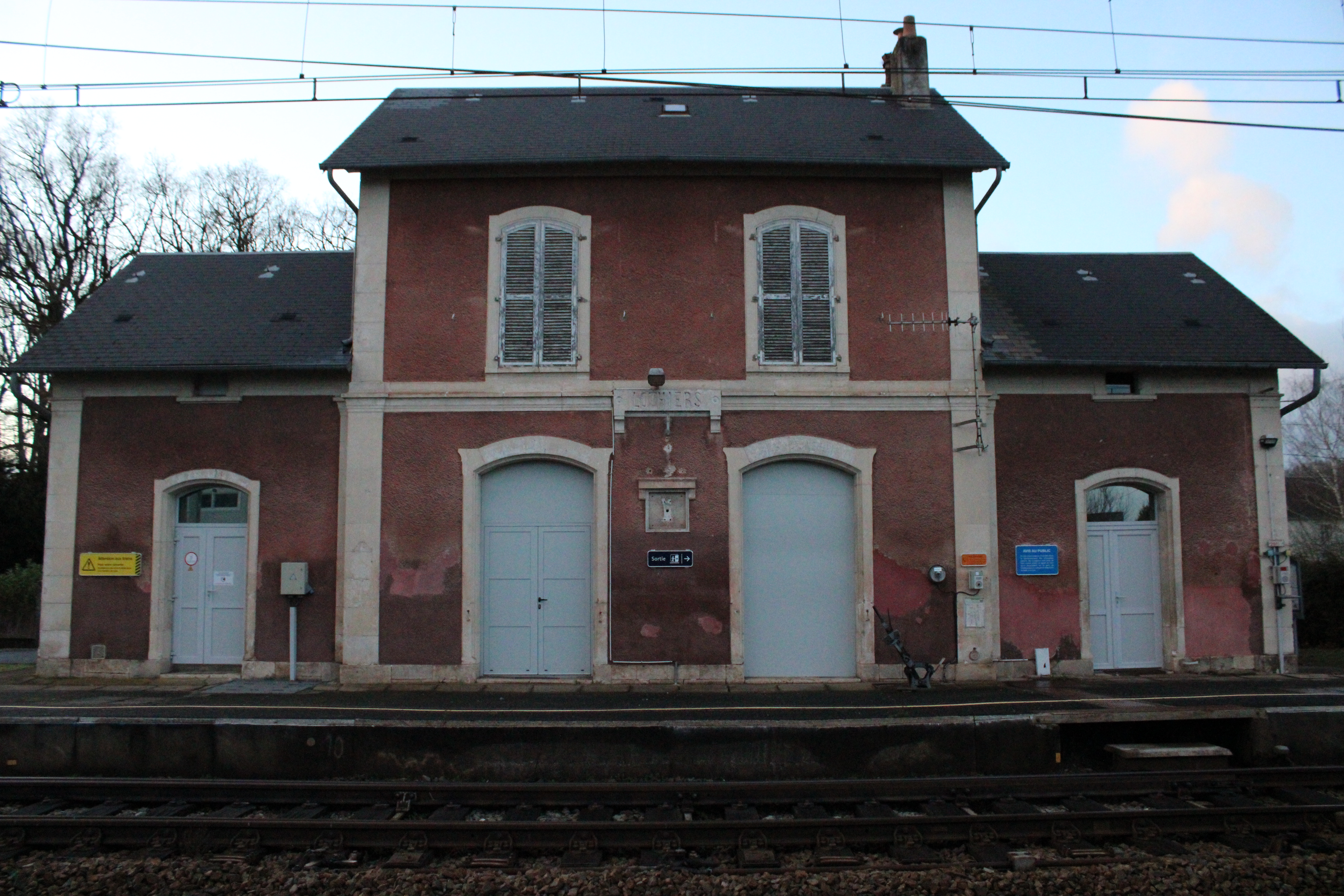
La gare condamnée en 2025.

### Remaniement des années 1990
Le bâtiment voyageurs a été conservé, cependant la TVP a été déplacée et refaite pour permettre une fluidité du passage dans la gare (les gens n'ont plus qu'a marcher tout droit au lieu de contourner le BV pour traverser les voies) cela est dû à la suppression du PN no 209 qui permettait la traversée des voies dans le quartier.
Le contournement de la RN 151 du lieu-dit de Lothiers-Gare a été décidé en 1986 et mis en œuvre en 1988. Cela entrainera la fermeture du PN no 209 ainsi que du restaurant à proximité de la gare.
Les voies de services ont également été préservées. Pour ce qui est du bâtiment voyageurs, il a été partiellement rénové vers 2018. La rénovation concerne uniquement les portes des annexes de la gare. Une deuxième rénovation a été faite le 18 décembre 2024 qui a consisté en la condamnation de toutes les entrées non utilisées du rez-de-chaussée, le changement de la porte de la salle d'attente (fermée au public), le changement des carreaux des annexes (cassés lors d'un acte de vandalisme) et le remplacement des vitres de l'abris voyageurs par un grillage (aussi cassées pendant le même acte de vandalisme)

### Caractéristiques du bâtiment voyageurs
Sur la porte donnant sur l'intérieur de la gare depuis l'annexe qui est en direction du nord, on peut encore déchiffrer au-dessus de la porte l'inscription : "Chef de station", ce sont les traces de lettres en peinture bleue et blanche délavée mais dont la trace reste toujours visible. Au-dessus de la porte donnant sur la pièce où se trouvait le guichet on peut également y lire : "Salle d'attente". Au dessus de la porte donnant sur l'annexe du chef de station, coté cour, on peut encore voir les traces du mot "Entrée" en peinture noire délavée.
Le bâtiment voyageurs est toujours présent, les pièces principales et l'étage sont aujourd'hui condamnés mais les annexes sont encore utilisées :
L'annexe de droite (coté voies) est équipée d'appareils de régulation ainsi qu'une salle de graissage ou se trouvent plusieurs signaux d'arrêt a mains (SAM).
L'annexe de gauche sert aujourd'hui de local électrique. Sur la façade en direction de Limoges on observes deux portes qui étaient les toilettes Hommes et Femmes, elles sont toujours en fonction mais réservées à SNCF Réseau et inaccessible au public.
La pièce principale de gauche était la salle d'attente pour la troisième et seconde classe tandis que la pièce principale de droite était la pièce où se trouvait le guichet et la salle d'attente pour la première classe. La pièce faisait office d'entrée pour la gare. La pièce possédait une tapisserie beige clair qui est encore présente.
On peut encore cependant observer les anciennes voies de services encore présentes sur place. Il y a d'ailleurs encore l'ancienne halle marchandises. Sur un des quais de celle-ci entre 1959 et 1975, s'est construit un grand silo à grain aujourd'hui la propriété d'Axéréal.
On aperçoit sur la  photo que la TVP (Traversée de Voie par le Public) n'était pas située au même endroit qu'aujourd'hui mais en face du bâtiment voyageurs.

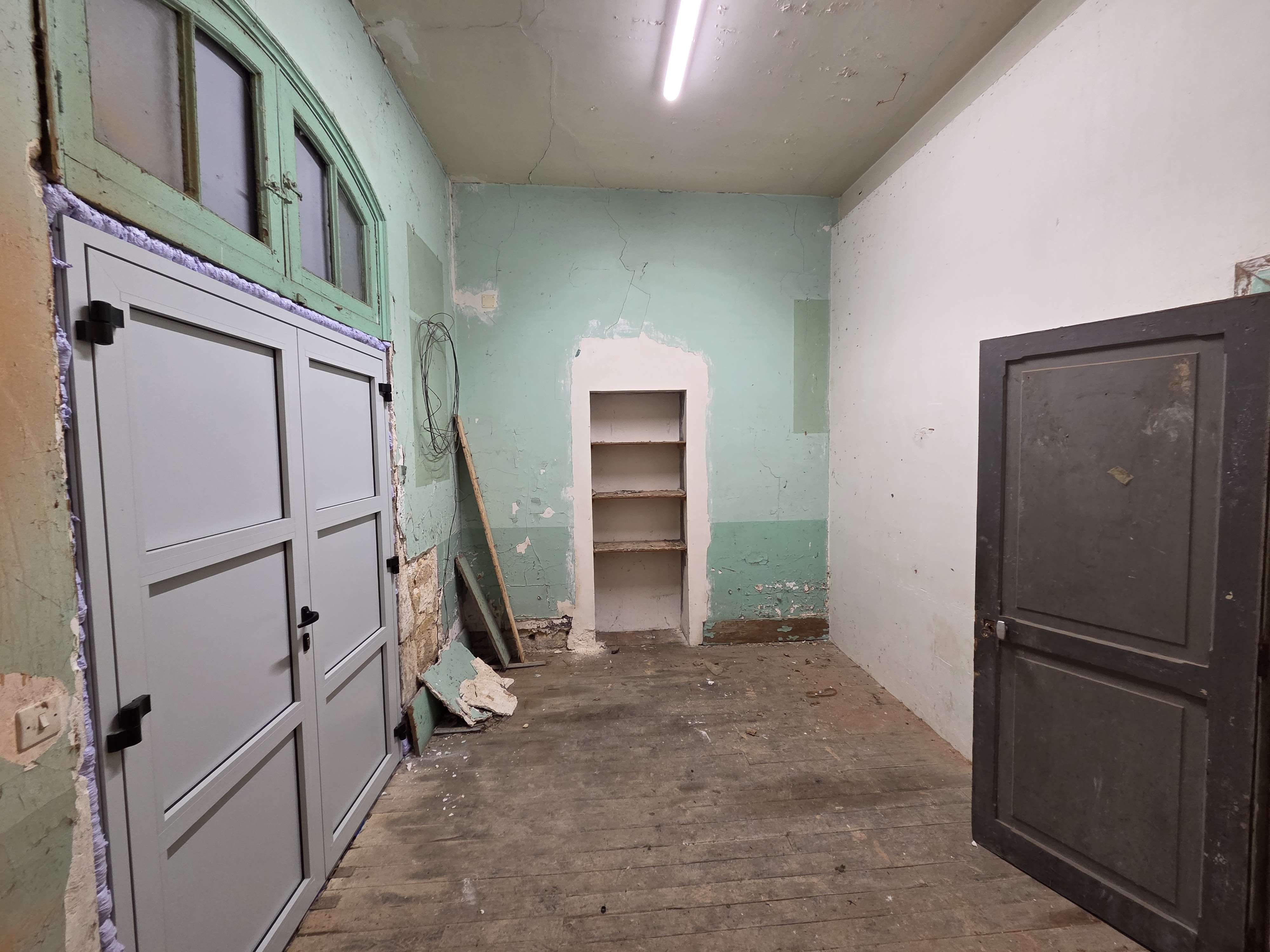
La salle d'attente en 2025
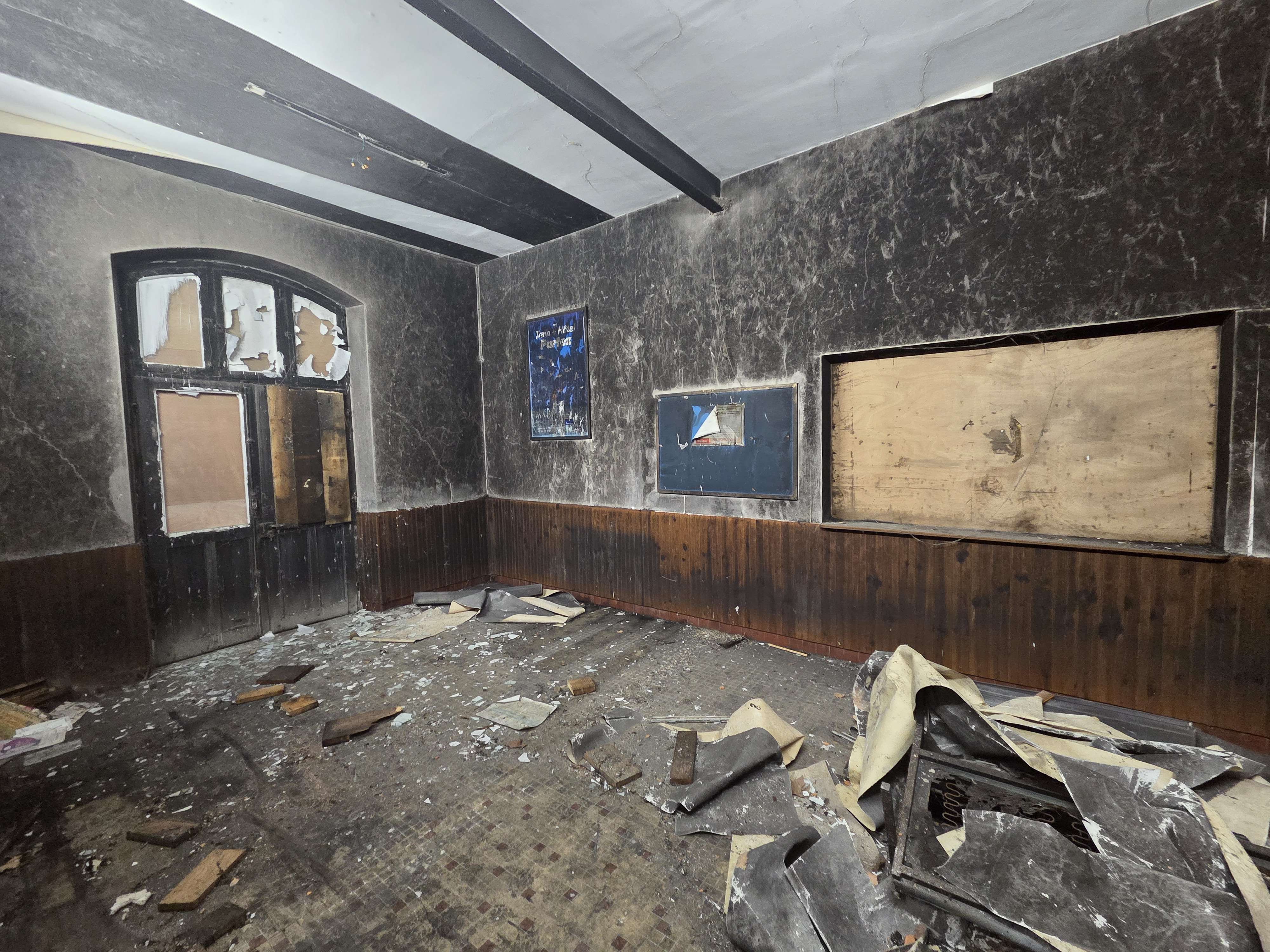
On peut noter la présence de suie partout dans la pièce.
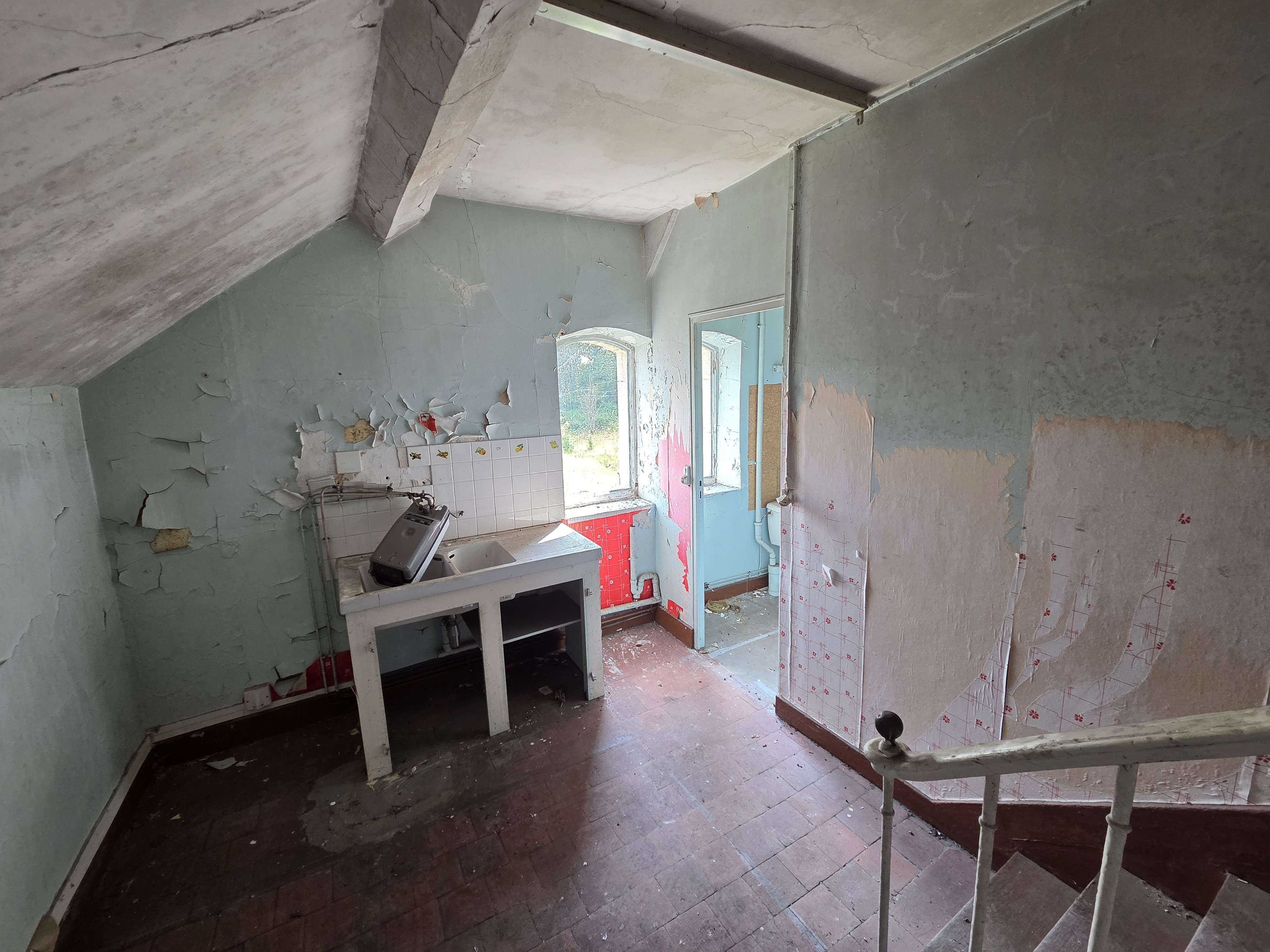
La cuisine du logement de fonction.
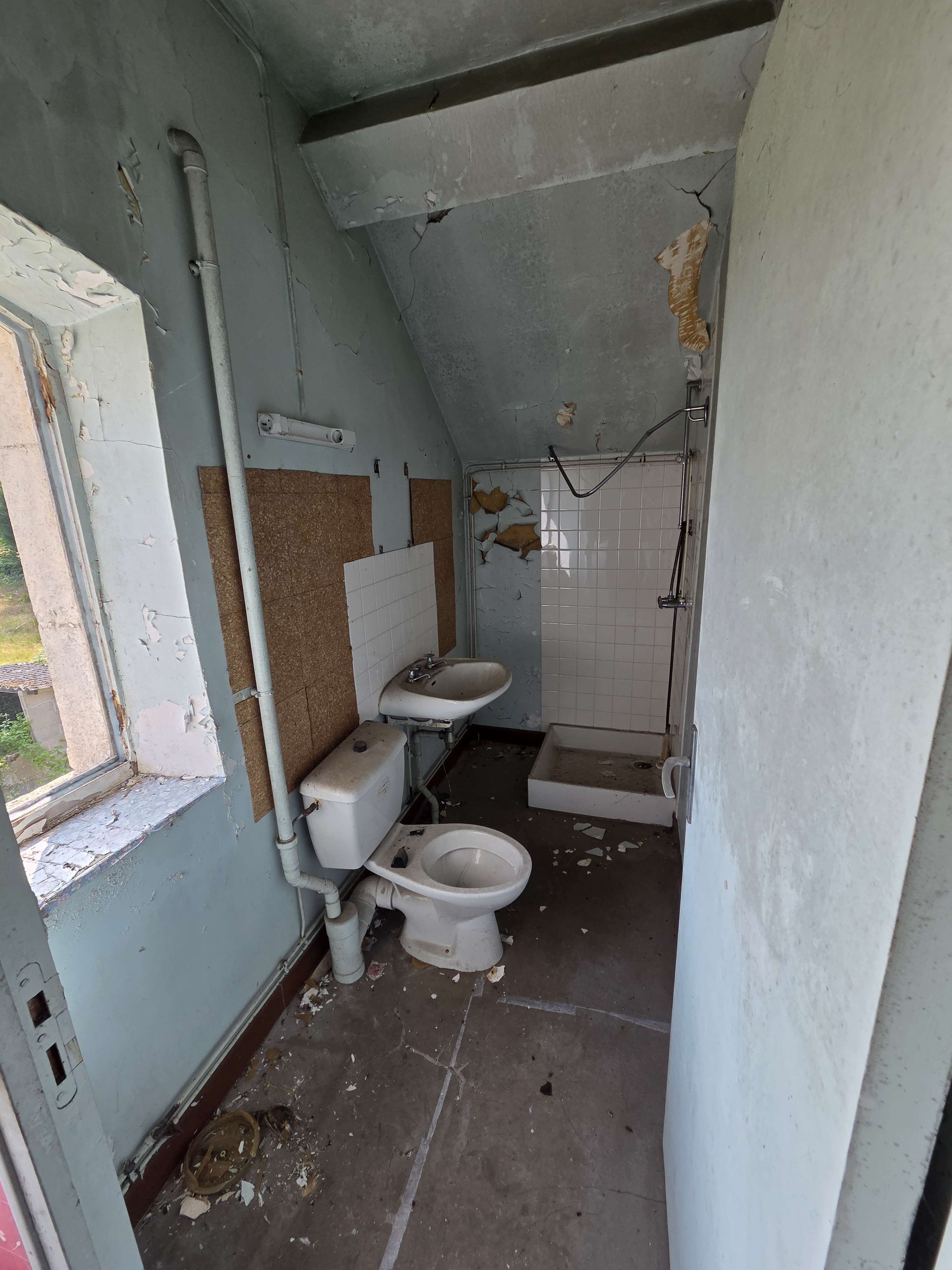
La salle de bain du logement de fonction.
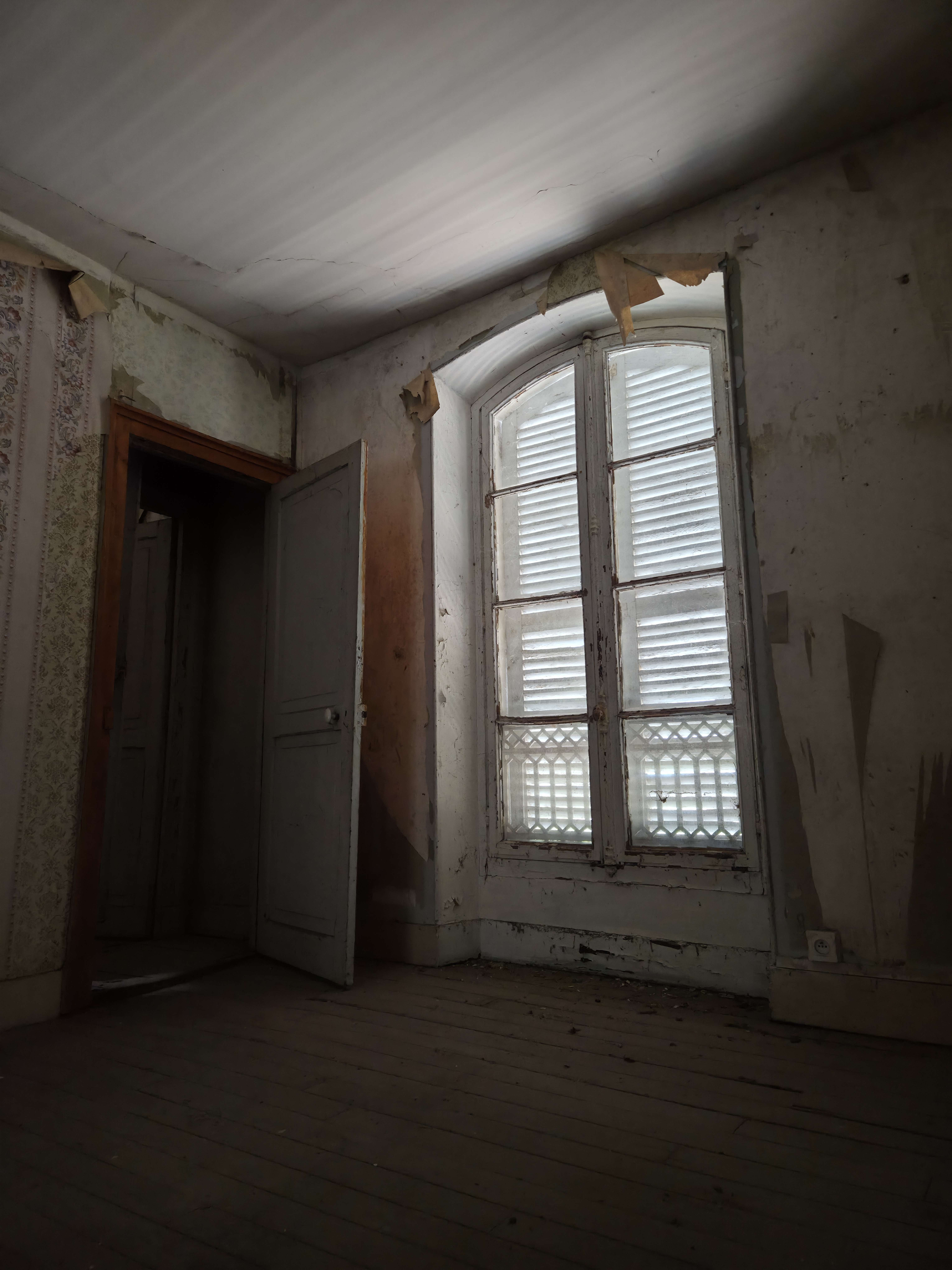
La pièce principale du logement de fonction.
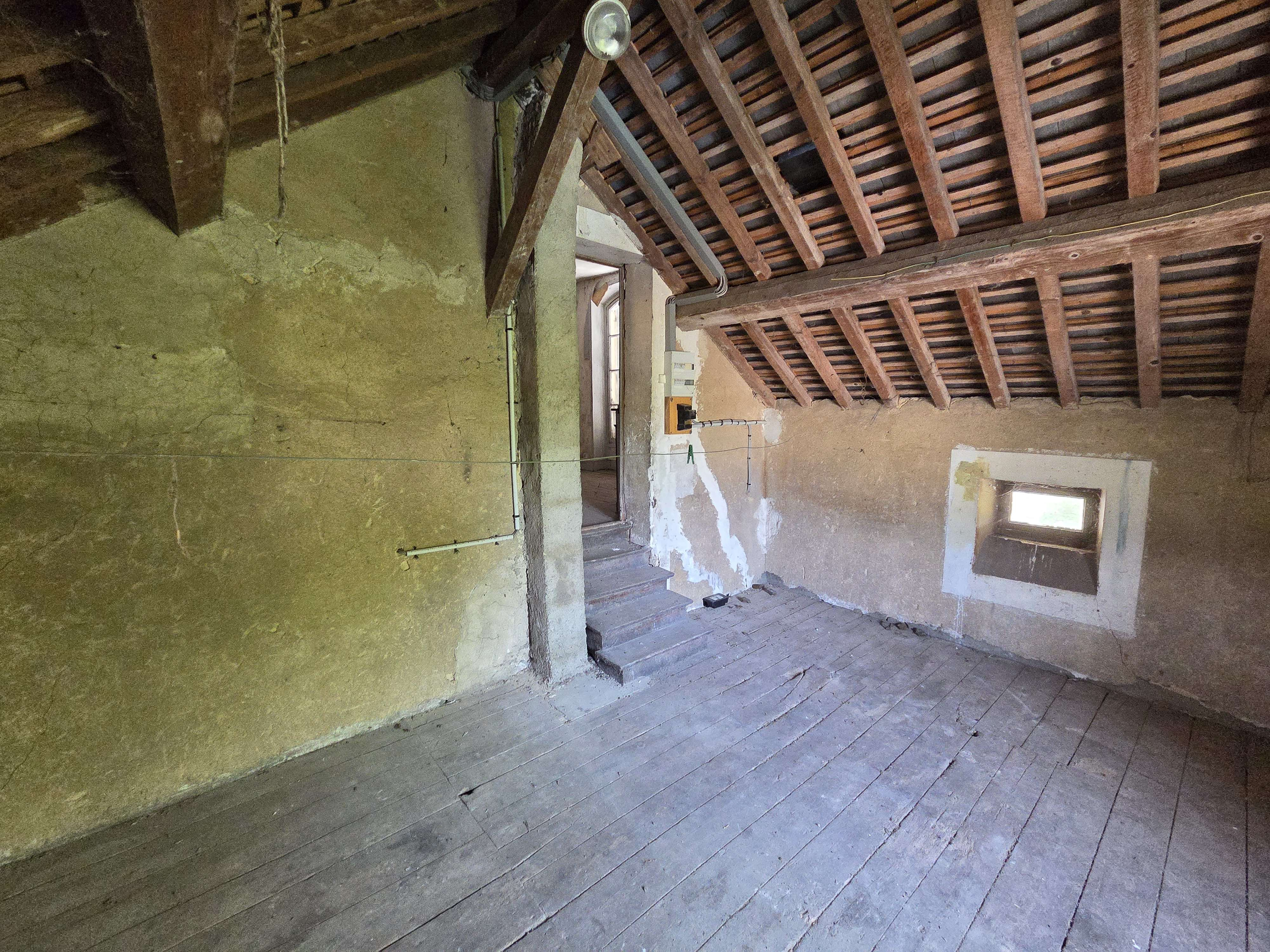
Un des deux greniers.
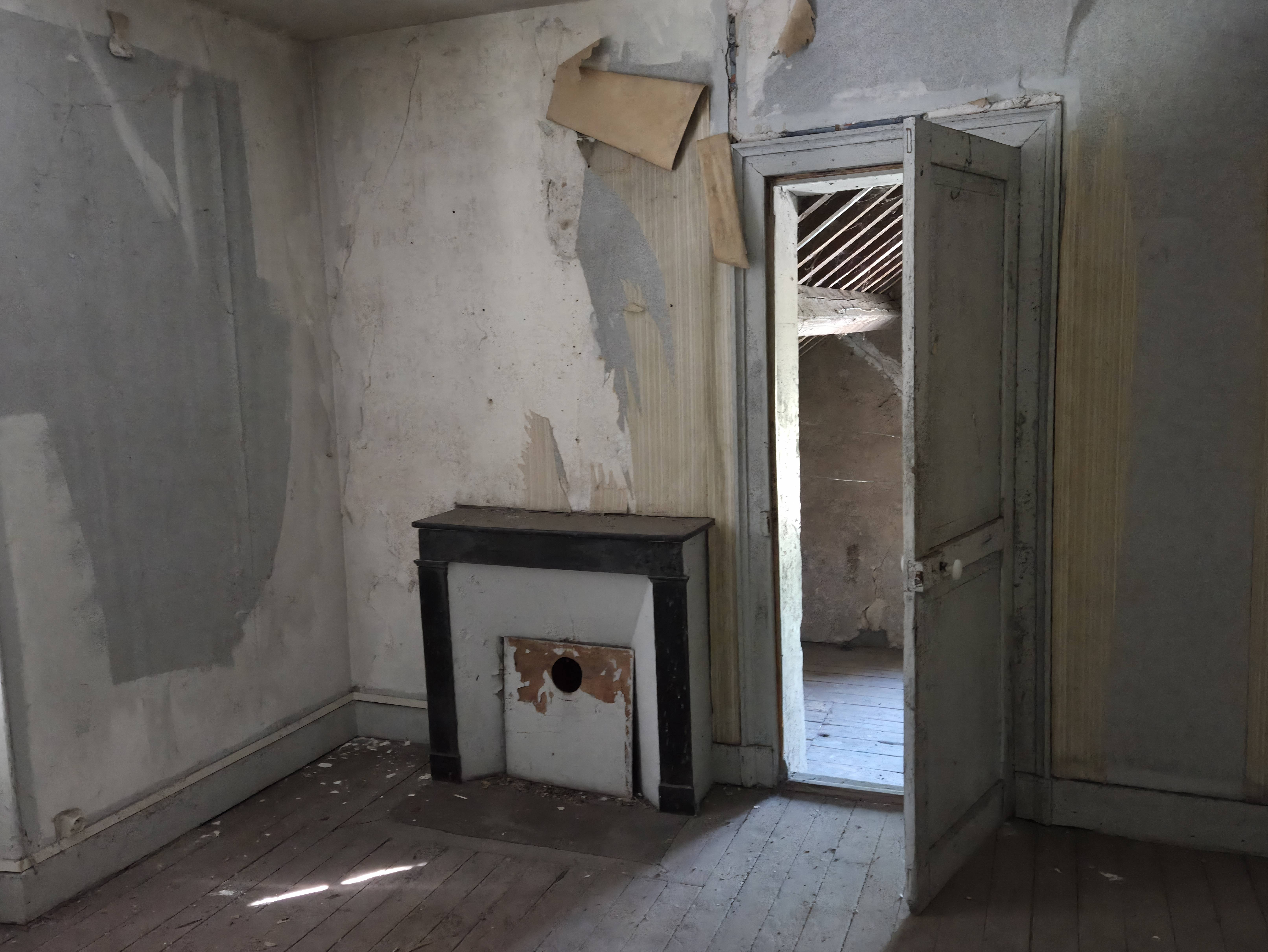
Une chambre du logement de fonction.

### Fréquentation
Selon les estimations de la SNCF, la fréquentation annuelle de la gare figure dans le tableau ci-dessous.
| Année               | 2014 | 2015 | 2016  | 2017 | 2018 | 2019 | 2020 | 2021 | 2022 | 2023 | 2024 |
| ------------------- | ---- | ---- | ----- | ---- | ---- | ---- | ---- | ---- | ---- | ---- | ---- |
| Nombre de voyageurs | 637  | 955  | 1 088 | 980  | 752  | 388  | 45   | 39   | 52   | 202  | 253  |

## Service des voyageurs

### Accueil

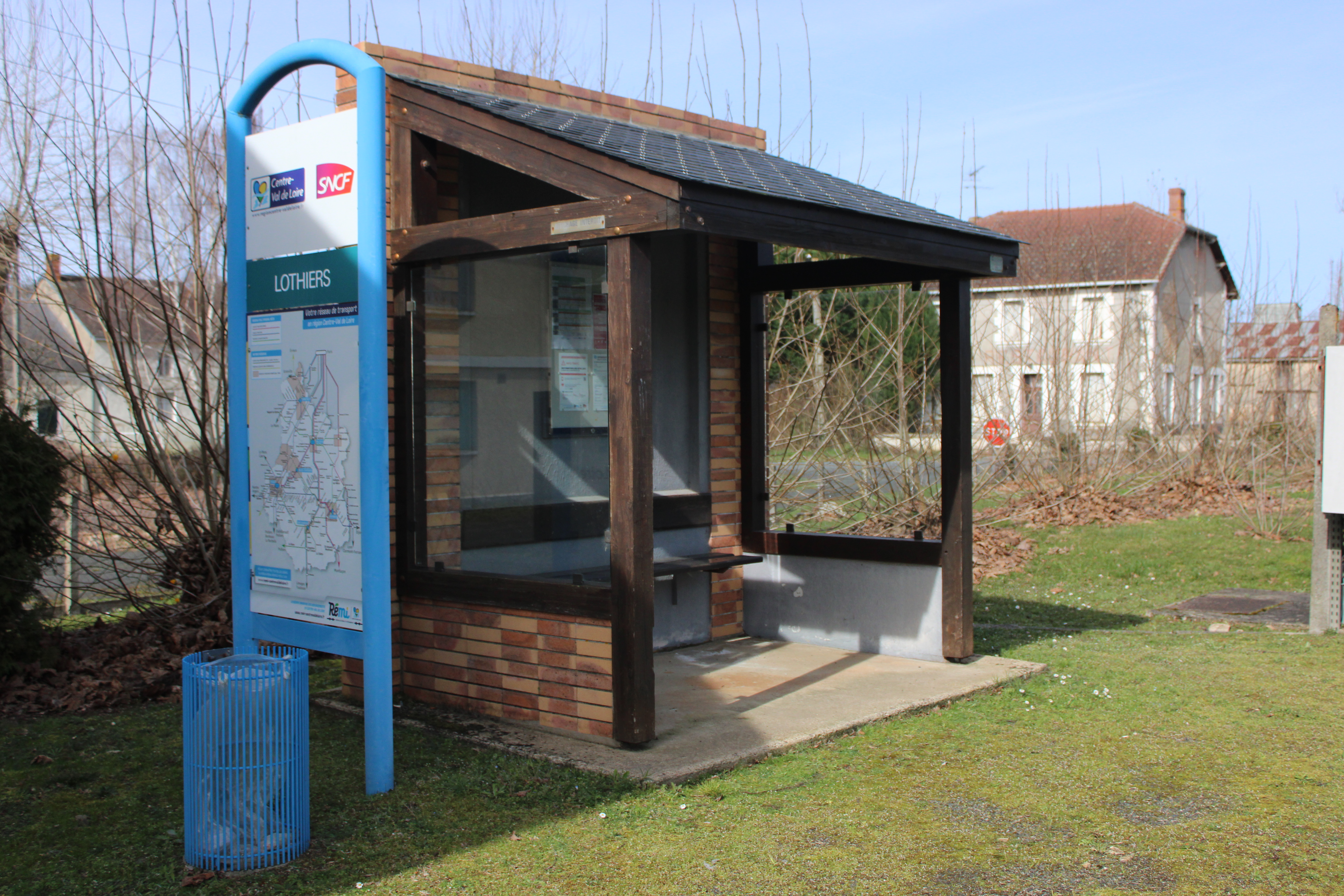
L'abri voyageurs.

Halte SNCF, c'est un point d'arrêt non géré (PANG) à entrée libre.
Elle est équipée de deux quais latéraux : le quai 1 (voie 2) mesure 142 m de long  et le quai 2 (voie 1) mesure 125 m de long. Seul le quai 1 possède un abri voyageurs et le changement de quai se fait par un platelage posé entre les voies (passage protégé).
La rénovation complète des quais est prévue pour 2027

### Desserte
Lothiers est desservie par deux trains TER Centre-Val de Loire par jour : le matin par un train circulant entre Argenton-sur-Creuse et Orléans et le soir par un autre circulant entre Vierzon et Argenton-sur-Creuse. Sauf le Week end ou elle est desservie uniquement le soir le samedi entre Vierzon et Argenton-sur-Creuse et le dimanche entre Orléans et Limoges Bénédictins